# György Petri
György Petri (ur. 22 grudnia 1943 w Budapeszcie, zm. 16 lipca 2000 tamże) – poeta, tłumacz, dziennikarz odznaczony Nagrodą Kossutha oraz Nagrodą im. Attili Józsefa, jeden z założycieli Digitális Irodalmi Akadémia (Cyfrowej Akademii Literatury).

## Życiorys
Miał trudne dzieciństwo. Jego rodzice poznali się na terenie obecnej Wojwodiny (Serbia), do 1941 roku mieszkali w Belgradzie, jednak pod wpływem działań na frontach II wojny światowej uciekli do Budapesztu. Po 1945 roku matka poety była zatrudniona jako pracownik cywilny Węgierskiej Armii Ludowej, a ojciec aż do przedwczesnej śmierci zajmował się handlem w budańskiej dzielnicy Víziváros.
Uczył się w szkole podstawowej przy Medve utca, po czym dostał się do Gimnazjum im. Ferenca Toldyego. Został wychowany w wierze rzymskokatolickiej, w młodości służył do mszy jako ministrant w kościele pod wezwaniem św. Anny przy placu Lajosa Battyhányego. Jego pierwszą miłością była poetka Sára Kepes, która zmarła w wyniku jednej z wielokrotnych prób samobójczych. Jego pierwszą żoną została poetka i dziennikarka Alíz Mosonyi, z którą miał córkę Annę. Drugą żoną została Éva Harsányi, matka dziennikarza, Lukacsa Ádáma Petriego. Po raz trzeci ożenił się z Márią Nagy, którą uwiecznił w swoich wierszach pod pseudonimem Maya. Podług ostatniej woli spoczął na cmentarzu w Dunaalmás.
W 1966 rozpoczął studia na Uniwersytecie Lóradna Eötvösa w Budapeszcie na wydziale węgiersko-filozoficznym. Od 1974 działał jako pisarz niezrzeszony. W latach 1975–1988 został umieszczony na liście twórców zakazanych, jego wiersze publikowano w zagranicznej prasie podziemnej. Między 1981 a 1989 był redaktorem wydawanego w podziemiu czasopisma „Beszélő” i ważnym przedstawicielem węgierskiej opozycji demokratycznej. Od 1989 do śmierci był członkiem kolegium redaktorskiego czasopisma „Holmi”. W tych latach jego partnerką była Mária Pap.
Jego pierwsze wiersze opublikowano w gazetach „Kortárs” i „Élet és Irodalom”, po czym zamilkł na lata. Pierwszy tom wierszy, Magyarázatok M. számára, odniósł wielki sukces.
W 1994 był posłem z ramienia Związku Wolnych Demokratów (SZDSZ), jednak jesienią tego samego roku wystąpił z partii. Na posiedzeniu rządu w 1996 roku József Torgyán interpelował w sprawie jego zdaniem niesłusznego przyznania Nagrody Kossutha Györgyowi Petriemu (przez wiersz Apokrif zaczynający się od słów Zakatol a szentcsalád / Isten tömi Máriát…) oraz Péterowi Esterházyemu (z powodu audycji radiowej Így gondozd a magyarodat!), oskarżając rząd o promowanie w swojej polityce kulturalnej obrazę uczuć religijnych oraz patriotycznych. Za pisarzami wstawili się Sándor Radnóti oraz István Pető.
W 1998 roku wykryto u Petriego raka krtani. Zmarł 16 lipca 2000 roku, pogrzeb odbył się 22 lipca na cmentarzu w Dunaalmás. Mowy pogrzebowe wygłosili wtedy Pál Réz oraz Szabolcs Várady.
W 2010 roku N&n Galéria Alapítvány (Fundacja N&n Galeria) ustanowiła Nagrodę im. Györgya Petriego, którą corocznie przyznaje się w urodziny artysty, 22 grudnia. Celem tej nagrody jest promowanie młodych poetów, pisarzy, dramatopisarzy i eseistów, którzy nie mają jeszcze w swoim dorobku samodzielnej publikacji.

## Dzieła

### Literatura piękna
- Magyarázatok M. Számára, Szépirodalmi, Budapeszt 1971.
- Körülírt zuhanás, Szépirodalmi, Budapeszt 1974.
- Örökhétfő, AB Független, Budapeszt 1981.
- Szféra-antológia, 1980–1982. Zárójelentés. Dalos György, Farkas Péter, Fráter András, Garaczi László, Hajdu Zsuzsa, Könczöl Csaba, Mezei Péter, Németh Gábor, Petri György, Tóth Gábor írásaiból, Budapeszt 1982 (samizdat).
- Hólabda a kézben. Versek, 1982–1984, HHRF-CHRR, Nowy Jork 1984.
- Azt hiszik, AB Független, Budapeszt 1985.
- Valahol megvan. Válogatott és új versek, Szépirodalmi, Budapeszt 1989.
- Ami kimaradt, Aura, Budapeszt 1989.
- Valami ismeretlen. Versek, Jelenkor, Pecz 1990.
- Petri György versei, Szépirodalmi, Budapeszt 1991.
- Szerb János, Ha megszólalnék; wyb., red., posłowie György Petri, Orpheusz Könyvek, Budapeszt 1990.
- Sár, Jelenkor, Pecz 1993 (cykl Élő Irodalom).
- Beszélgetések Petri Györggyel, Pesti Szalon, Budapeszt 1994.
- Petri György válogatott versei, wyb., posłowie Péter Balassa, Unikornis, Budapeszt 1996 (A Magyar Költészet Kincsestára).
- Versek, 1971–1995, ilustr. András Forgách, Jelenkor, Pecz 1996 (dzieła Györgya Petriego).
- Amíg lehet, Magvető, Budapeszt 1999.
- A szabadság hagyománya. A magyar politikai költészet klasszikusai. Petri Györggyel beszélget Kisbali László és Mink András, „Beszélő”, Budapeszt 2001.
- Összegyűjtött versek, t. 1, Magvető, Budapeszt 2003 (Dzieła Györgya Petriego).
- Összegyűjtött műfordítások, t. 2, Magvető, Budapeszt 2004 (Dzieła Györga Petriego).
- Összegyűjtött interjúk, t. 3, Magvető, Budapeszt 2005 (Dzieła Györga Petriego).
- Próza, dráma, vers, naplók és egyebek, Magvető, Budapeszt 2007 (Dzieła Györga Petriego).
- Válogatott versek, Magvető, Budapeszt 2008.

### Za granicą
- Zur Hoffnung verkommen. Gedichte, red., tłum. niem. Hans-Henning Paetzke, Suhrkamp, Frankfurt am Main 1986 (Edition Suhrkamp. 1360, N. F. 360.).
- Schöner und unerbittlicher Mummenschanz. Gedichte. Ungarisch-Deutsch, red., tłum. niem. Hans-Henning Paetzke, Suhrkamp, Frankfurt am Main 1989 (Edition Suhrkamp. Neue Folge, 528.).
- L'époque d'imbéciles intrépides arrive. Poèmes; tłum. franc. Iván Bajomi i in., Font, Budapeszt 1991.
- Night Song of the Personal Shadow. Selected Poems, tłum. ang. Clive Wilmer, George Gömöri, Bloodaxe, Newcastle upon Tyne 1991.
- Vorbei das Abwägen, vorbei die Abstufungen. Gedichte, ungarisch und deutsch, red., tłum. niem.  Hans-Henning Paetzke, Ammann, Zürich 1995. Básně. 1971–1995, tłum. czeskie Lucie Szymanowská, Chance, Praha 1998.
- Eternal Monday. New & Selected Poems, tłum. ang. Clive Wilmer, George Gömöri, wstęp Elaine Feinstein, Bloodaxe, Newcastle upon Tyne 1999.
- Ivicata, ot slnceto ogrjana. Izbrana poezija 1966–2000, tłum. bułg. Martin Hristov, red. Mónika Mesterházi, Ergo, Szófia 2014 (Moderna evropejska lira).

### Tłumaczenia
- Volker Braun versei, wyb., tłum. György Petri, Európa, Budapeszt 1986 (Új Pegazus).
- Molière, Drámák, tłum. György Petri, Jelenkor, Pecz, 1995.
- Karl R. Popper, A tudományos kutatás logikája, tłum. György Petri, Péter Szegedi, Európa, Budapeszt 1997.
- Molière, Drámák, tłum. György Petri, wyd. 2 popr., Jelenkor, Pecz 1999.

## Nagrody i odznaczenia
- Az Európa Könyvkiadó Nívódíja (1986)
- Nagroda Koła Mikesa Kelemena (1988) (Holandia)
- Nagroda im. Tibora Déryego (1989, 1994)
- Nagroda „Za przyszłą literaturę” (1989)
- Nagroda Attili Józsefa (1990)
- Nagroda Koła Örley (1990)
- Książka Roku (1991)
- Nagroda Fundacji Sorosa za dorobek życia (1992)
- Nagroda specjalna Cechu Krytyków Teatralnych za przekład Don Juana Moliera (1995)
- Odznaczenie im. Imrego Nagya (1995)
- Nagroda Sándora Weöresa (Soros) (1995)
- Nagroda Kossutha (1996)
- Nagroda Nicolausa Lenaua (1997)
- Pro Urbe Budapest (1998)
- Üveggolyó-rend (1998)